# Brachystelma volubile
Brachystelma volubile är en oleanderväxtart som beskrevs av Joseph Dalton Hooker. Brachystelma volubile ingår i släktet Brachystelma och familjen oleanderväxter. Inga underarter finns listade i Catalogue of Life.